# Charles Tottie (militär)
Charles Daniel Tottie, född 6 maj 1855 i Stockholm, död 17 september 1938 i Nacka församling i Stockholms län, var en svensk militär. Han var son till grosshandlare Henry Tottie, bror till biskop Henry Tottie och  far till general Henry Tottie.
Tottie blev underlöjtnant vid Jönköpings regemente 1876 och löjtnant där 1884. Han genomgick Krigshögskolan 1880 och befordrades till kapten vid generalstaben 1893, till major där 1899 och till överstelöjtnant vid Hälsinge regemente 1903. Tottie var överste och chef för Bohusläns regemente 1907–1915. Han blev riddare av Svärdsorden 1897, kommendör av andra klassen av samma orden 1910 och kommendör av första klassen 1914. Tottie vilar på Solna kyrkogård.